# Да Мота, Даниел
Дание́л да Мо́та А́лвиш (порт. Daniel da Mota Alves; 11 сентября 1985, Эттельбрюк, Люксембург) — люксембургский футболист португальского происхождения, нападающий клуба «Этцелла» (Люксембург) и национальной сборной Люксембурга.

## Биография

### Клубная карьера
В сезоне 2005/06 чемпионата Люксембурга занял 6 место в споре бомбардиров и 2 место в номинации «Игрок года». В следующем сезоне Да Мота забил 24 гола и стал лучшим бомбардиром чемпионата.
В сезоне 2008 футболист перешёл в клуб «Ф91 Дюделанж», сумма трансфера составила 65 тысяч евро.

### Карьера в сборной
Да Мота принял гражданство Люксембурга в январе 2008 года, а в июне того же года получил вызов из главной сборной страны. За сборную футболист дебютировал в квалификации Евро 2008, в матче против сборной Албании. 9 февраля 2011 года забив 2 мяча в ворота сборной Словакии, принёс победу сборной Люксембурга со счётом 2:1.

## Достижения
«Ф91 Дюделанж»
- Чемпион Люксембурга (6): 2008/09, 2010/11, 2011/12, 2013/14, 2015/16, 2016/17
- Серебряный призёр чемпионата Люксембурга (2): 2009/10, 2012/13
- Бронзовый призёр чемпионата Люксембурга (1): 2014/15
- Обладатель Кубка Люксембурга (4): 2008/09, 2011/12, 2015/16, 2016/17

«Этцелла»
- Серебряный призёр чемпионата Люксембурга (2): 2004/05, 2006/07
- Бронзовый призёр чемпионата Люксембурга (2): 2003/04, 2005/06

### Личные
- Футболист года в Люксембурге: 2011